# Alex Courtney
Alex Courtney (* 21. März 1940 in New York City, New York) ist ein US-amerikanischer Schauspieler mit einer über 40 Jahre umfassenden Karriere.

## Leben und Karriere
Alex Courtney wurde als Alexander Courtney IV in New York City geboren. Nach seiner Schulzeit studierte er Schauspiel bei Bill Esper, Peggy Feury, Sanford Meisner und Lee Strasberg in New York sowie bei Milton Katselas in Los Angeles.
Er begann seine Karriere auf der Bühne. Courtney trat beim New York Shakespeare Festival auf und war unter anderem Ensemble-Mitglied der APA-Phoenix Repertory Company, des Mark Taper Forums und des Labyrinth Theater. So spielte er in der Originalbesetzung von Tom Stoppards Rosencrantz & Guidlenstern Are Dead am Broadway, in Nuts am Off-Broadway und in The Wild Duck der APA-Phoenix Repertory Company.
Erste Auftritte vor der Kamera hatte er 1975 in der Fernsehserie Get Christie Love! und 1976 in dem Fernsehfilm Der Pflichtverteidiger an der Seite von Raymond Burr und Mark Hamill.
Es folgten Haupt- und Nebenrollen in zahlreichen Fernsehserien und auch Filmen. So war er 1977 in Peter Brooks Film Auf der Suche nach Mr. Goodbar zu sehen und zwischen 1978 und 1979 in zehn Folgen der Fernsehserie Sword of Justice als Arthur Woods. Er spielte auch in Filmen wie … und das Leben geht weiter und Mord unter Freunden.
1996 verließ er die Schauspielerei und zog sich ins Privatleben zurück um sich dem Schreiben zu widmen. Ab 2008 trat er erneut als Schauspieler in Erscheinung, zuletzt in dem Kurzfilm Samaria im Jahr 2014.
Alex Courtney ist Mitglied der US-amerikanischen Schauspielergewerkschaften SAG-AFTRA sowie von Equity.
Im deutschen Sprachraum wurde Courtney unter anderem von Frank Ciazynski, Hans-Jürgen Dittberner, Rüdiger Evers, Frank Glaubrecht, Till Hagen, Gerd Holtenau, Claus Jurichs, Joachim Kemmer, Volkert Kraeft, Randolf Kronberg, Reinhard Kuhnert, Norbert Langer, Christoph Lindert, Harald Pages, Gerald Paradies, Manfred Petersen, Friedhelm Ptok, Lutz Riedel, Frank-Otto Schenk, Peer Schmidt, Jochen Schröder, Achim Schülke, Rolf Schult und Karl Schulz synchronisiert.

## Filmografie (Auswahl)

### Film
- 1976: Der Pflichtverteidiger (Fernsehfilm; Mallory: Circumstantial Evidence)
- 1976: Backtrack
- 1977: Auf der Suche nach Mr. Goodbar
- 1978: A Double Life (Fernseh-Pilotfilm für )
- 1981: Die Rache des Ninja
- 1987: Retaliator
- 1988: Killer’s Run (Fatal Pulse)
- 1988: State Prison (auch: Zombie Death House)
- 1990: Platinum Triangle
- 1993: Elvis – Tragödie einer Karriere (Fernsehfilm; Elvis and the Colonel: The Untold Story)
- 1993: … und das Leben geht weiter (Fernsehfilm)
- 1994: Mord unter Freunden (Fernsehfilm)
- 1994: Outside
- 1996: Moving Out (Kurzfilm)
- 2008: The Hollow Tree (Kurzfilm)
- 2014: Last Wash (Kurzfilm)
- 2015: Dog (Kurzfilm)
- 2015: Protect Us (Kurzfilm)
- 2016: Samaria (Kurzfilm)

### Fernsehen
- 1975: Get Christie Love!
- 1975: Die knallharten Fünf
- 1975: Doctors Hospital
- 1975: McMillan & Wife
- 1975–1978: Kojak – Einsatz in Manhattan
- 1976: Baretta
- 1976: Superstar (Bert D’Angelo/Superstar)
- 1976: Serpico
- 1976–1977: Die Straßen von San Francisco
- 1977: Kingston: Confidential
- 1977: Westside Medical
- 1977: Die Sieben-Millionen-Dollar-Frau
- 1978: Drei Engel für Charlie
- 1978–1979: Starsky & Hutch
- 1978–1979: Sword of Justice
- 1979: Barnaby Jones
- 1981–1982: Code Red
- 1983: The Paper Chase
- 1984: Hardcastle & McCormick
- 1986: Hunter
- 1986: Polizeirevier Hill Street
- 1990: Paradise – Ein Mann, ein Colt, vier Kinder
- 1993: Mord ist ihr Hobby
- 1995: J.A.G. – Im Auftrag der Ehre

## Theater (Auswahl)
- Nuts (Off-Broadway, New York City)[3]
- Rosencrantz & Guidlenstern Are Dead (Broadway, New York City)[3][5]
- The Wild Duck (APA-Phoenix Repertory)[3]